# Ojārs Vācietis
Ojārs Vācietis né le 13 novembre 1933 à Trapenes pagasts et mort le 28 novembre 1983 à Riga en Lettonie, est un poète et écrivain letton.

## Biographie
Ojārs Vācietis est né dans la maison "Dumpji" du Trapenes pagasts. Ses parents, Oto Vācietis et Berta Vāciete, étaient des serviteurs. Il avait un frère Imants Vācietis. La scolarité de Ojārs commence à l'école primaire de Trapene et se poursuit à l'école de Gaujiena. Sa première poésie Miera balss est publiée dans le journal Sarkanā Ausma en 1950. Entre 1952 et 1957, il étudie à la faculté de langue et littérature lettonnes de l'Université de Lettonie. Son premier recueil de poésies Tālu ceļu vējš sort en 1956. À partir du 1958, il collabore avec les périodiques Literatūra un Māksla, Liesma, Bērnība, Draugs. Pendant un an, il travaille dans la rédaction de Riga Film Studio.
Vācietis traduit le roman Le Maître et Marguerite de Mikhaïl Boulgakov en langue lettonne.
Il est interdit de publication de 1960 à 1966, pour les critiques du régime et les polémiques idéologiques. Son poème Einsteiniana notamment, parlant du spectre de Staline, ne paraitra plus jusqu'en 1987. La situation change lorsqu'il devient membre du PCUS en 1966. L'année suivante, pour le recueil Elpa, il reçoit le prix d’État de la RSS de Lettonie. En 1976, il reçoit le Prix du Komsomol. On lui décerne le titre du poète du peuple de la RSS de Lettonie en 1977.
L'écrivain meurt à Riga. Il est inhumé au cimetière Carnikavas kapsēta du village Siguļi.
Depuis 1984, tous les cinq ans, on décerne le prix Ojārs Vācietis en poésie ou en traduction de poésie lettonne vers d'autres langues. Parmi ses lauréats furent Vizma Belševica (1988), Imants Ziedonis (1993) et, plus récemment, Inga Gaile (2004, 2012).
En 1992, dans son ancien appartement au no 19 rue Altonavas, renommée depuis en Ojāra Vācieša iela, un musée consacré à l’œuvre du poète est ouvert.
Aujourd'hui, son recueil de poèmes lyriques Si Minors (1982) est inclus dans le Canon culturel letton.